# Kasteel Isschot
Het kasteel Isschot is een kasteel in Itegem gelegen op het grondgebied van de gemeente Heist-op-den-Berg.
In de 18e eeuw was het oude renaissancekasteel eigendom van de familie Cupis alias Camargo. Het werd later gekocht door de familie Van Gansacker die de heerlijkheid Itegem reeds bezat. In de 19e eeuw werd Louis Berckmans eigenaar. De volgende eigenaar, George Hanssens, brak in 1905 het oude kasteel af en liet het huidige kasteel in Lodewijk XVI-stijl bouwen door de Antwerpse architect Jos Evrard.